# 本牧海づり施設
- 本牧海釣り施設[1][2][3][4][5]
- 本牧海釣り公園[6][7]

- 本牧海づり公園[8]

本牧海づり施設（ほんもくうみづりしせつ）は、神奈川県横浜市中区本牧ふ頭にある海釣り用の海浜公園である。横浜港の本牧埠頭D突堤に位置する。
神奈川県では最も古い有料海釣り施設である。関東地方を代表する海釣り施設の草分け的存在として多くの釣り人から親しまれ、横浜市民の憩いの場となっている。2019年（令和元年）9月9日に上陸した令和元年房総半島台風（台風15号）により甚大な被害を受け休園したが（後述）、2020年（令和2年）1月31日から営業を再開している。

## 概要
横浜市が「海と親しむ場」を目指して本牧埠頭最南部に整備した海釣り公園で、約3億7,000万円の建設費を投じて1978年（昭和53年）7月31日に開園した。D突堤から東京湾へ向かって渡り桟橋と、釣り台［長さ300メートル (m) ・幅10 m］がL字型に突き出した構造で、周辺の海底には廃船・コンクリート管などを沈めて人工魚礁を作っている。
東京湾に面する施設からは、房総半島・三浦半島が一望でき、開園当初から「行き交う船を眺めながら釣りが楽しめる」をキャッチフレーズとしている。
開園当初は横浜市港湾局・「横浜市海づり施設運営会」が管理していたが、2006年（平成18年）4月1日以降は横浜市から委託を受けたイオンテクノサービス（同年9月29日より「イオンディライト」へ社名変更）が指定管理者として施設運営を行っている。さらに横浜市は認知度向上を図り、本施設に加えて同市内にある「大黒海づり施設」（鶴見区大黒埠頭）・「磯子海づり施設」（磯子区新磯子町）の計3施設＋大黒海づり施設に併設する緑地の計4か所に命名する共通の愛称を募集し、2011年（平成23年）度以降は指定管理者が3施設を一括して管理・運営している。また、2011年4月1日以降は本牧・大黒・磯子の各海づり施設ウェブサイトを統合して「横浜フィッシングピアーズ」を開設したほか、3施設共通のポイントカードなども発行している。

## 歴史
本施設が位置する本牧沖は、横浜港で最も潮の流れが良く、魚が多い海域で、江戸時代には本牧本郷村の海側で漁業が生業として営まれており、1891年（明治24年）に国（大日本帝国）がまとめた水産業に関する調査報告書では「同地区155戸が漁業を営み、タコ・ヒラメ・キスなどを漁獲していた」と記録されているほか、明治時代後期には同地区で海苔の養殖が盛んになった。また1924年（大正13年）には、横浜市電が本牧地区内（本牧間門）まで延伸されたことにより、本牧の海は漁場としてのみならず、海水浴場としても賑わうようになり、本牧の砂浜は人々の暮らしと密接に関係していた。
しかし第二次世界大戦後の高度経済成長期・1963年（昭和42年）以降は埋め立てが開始され、従来の砂浜はコンクリート製の護岸に取って代わられたため、横浜市民が自由に出入りできていた従来の海岸が消滅した。このため横浜市は「市民に安全で快適な海づりの場を提供し、市民の余暇の活用及び健康の増進に寄与すること」を目的に、従来の砂浜の代替として本施設を建設した。本牧ふ頭D突堤は、荷さばき用の用地確保、浚渫土砂・建設残土などの処分を目的に埋立が行われ、1978年3月に一部のブロック外周護岸の締切が終わり、同年5月から土砂による埋め立てが開始され、同年7月には同突堤入口に当たる岸壁に本施設がオープンした。
開園当初は横浜市内だけでなく、近隣の東京都・埼玉県などから1日平均約600人の釣り人が来訪した一方、開園数日前には周辺海域で赤潮が発生して魚の死骸が浮いたり、開園当日もクラゲが大量発生したり、開園後の8月3日には台風が接近したりと、相次いでトラブルに見舞われた。また開園直後は、猛暑で魚の活性が鈍っていたことに加え、客入りが多い週末を中心に潮流の具合が悪かったことから、魚の食いが悪く、入場料の高さも相まって「魚が釣れない」「入場料が高い」と苦情が相次いだ。そのため、当時の中区長だった入江昭明が、職員とともに実地検証を行い、メバル12匹を釣り上げたことが『神奈川新聞』1978年8月10日付記事で報じられるなど、横浜市民から関心を集めた。その後は釣れる魚の多彩さ・魚影の濃さ・立地の良さから人気を集め、開設後6か月で入場者数は76,000人を数えた。1995年度（平成7年度）に入場者数が初めて150,000人を突破した。2008年度（平成20年度）の入場者数は136,000人だったが、イベント開催・スマートフォンでの釣果情報発信などの施策が功を奏して2016年度（平成28年度）に168,000人まで増加し、休園前には平日は約500人/日、休日は1,000人/日が訪れていた。なお、2006年（平成18年）にはバリアフリー化など施設のリニューアルが実施されている。
休園前は親子釣り教室・初心者釣り教室などのイベントが定期的に行われていた。また従来の客層は男性がほとんどだったが、2018年ごろには「釣りガール」と呼ばれる女性のメディア露出による影響から女性だけのグループによる来場・従来の釣り愛好者とは異なる客層の来客も見られ、女性の1人客・家族連れ・親子・カップル・定年後の夫婦など幅広い客層が訪れている。
横浜市が2014年に改定した「横浜港港湾計画書」では、本施設がある本牧埠頭の北側144ヘクタール (ha) を埋め立て、「新本牧埠頭」（新本牧ふ頭）を建設する計画が打ち出され、2021年（令和3年）11月時点では、令和10年代前半までの完成を目指して工事中である。新本牧埠頭の護岸上部には、海釣りとしての利用などを想定した水際線緑地の整備が計画されている一方、完成後は本施設周辺の海流が変化する可能性が指摘されている。

### 2019年の台風災害
本施設は2019年9月9日に上陸した令和元年房総半島台風（台風15号）による高波を受け、管理棟は2階部分を含めてすべて浸水、備品などが流され、壁・窓も破壊された。また、走錨したケミカルタンカーが桟橋と接触したことにより、釣り場に向かう桟橋（渡り桟橋）が海中に落下するなど甚大な被害を受けた。開業以来これほどの甚大な被害・長期間の営業休止は例がなく、同年9月17日の横浜市会（市議会）常任委員会では港湾局長・中野裕也が本施設に関して「海づり施設としては致命的な状態になっている。復旧を急ぐため国に支援を要望する」と言及した。
なおこの房総半島台風では大黒・磯子の両海づり施設も甚大な被害を受けており、大黒海づり施設は桟橋の柵が流されるなどした。両施設ともいったんは営業を再開したが、続く令和元年東日本台風（台風19号）により再び甚大な被害を受け、同年10月13日から再び営業を休止した。その後、大黒海づり施設は同年10月27日より一部に立入禁止区域を設け、営業時間を短縮した上で暫定的に再開したほか、磯子海づり施設も2019年11月16日から同じく暫定的に営業を再開した。本施設は両施設が再開してからも休園が続いていたが、市は暫定的な再開に向け施設付近の護岸を臨時の釣り場として整備したほか、仮設の管理棟・トイレを設置し、2020年（令和2年）1月31日から暫定的に営業を再開した。当初、利用できる釣り場は旧護岸・新護岸のみで、営業時間を短縮し、約200人の定員制で営業していたが、2021年（令和3年）10月30日からは渡り桟橋の一部を開放した。そして、2022年（令和4年）2月5日には管理棟の本格供用が再開され、同年3月22日には釣り桟橋の供用が全面的に再開された。

## 施設

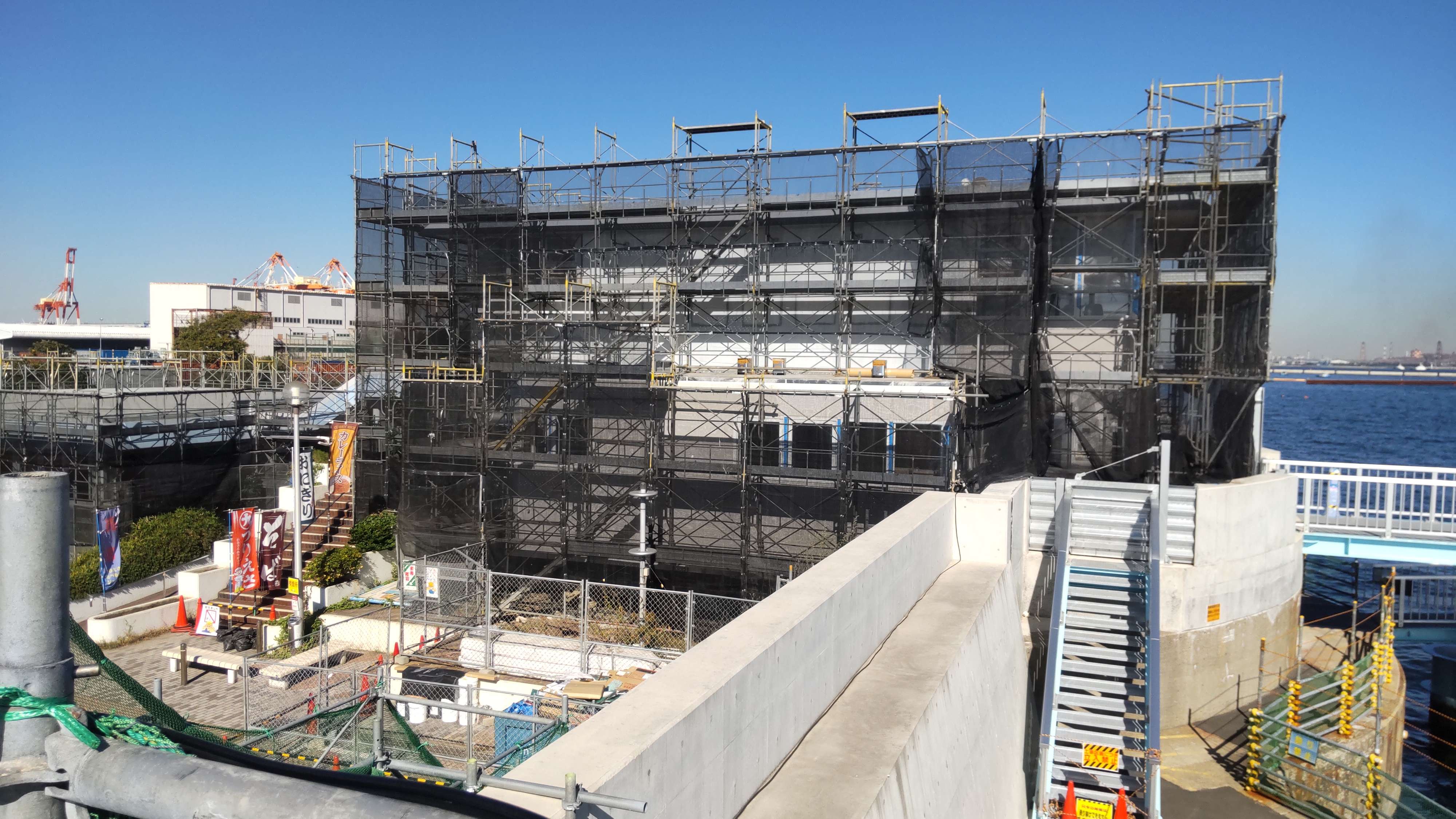
2021年11月時点の写真。当時管理棟は台風災害で被災して復旧工事中だったため、隣接する建物（写真の左隣）を仮設の管理棟として運用していた。

- 管理棟 - 冷暖房完備・避難所兼用の2階建て[14]。1階は休憩室・2階は展望休憩室となっている[13]。
  - 水洗トイレ・真水の洗い場[11]・食堂（立ち食いそば）[13]・売店があり、子ども用のライフジャケット無料貸し出しも行われている[11]。売店では釣り餌・釣り具が販売されているほか[11]、釣り竿の貸し出し[18]・食品販売も行われている[13]。
- 有料駐車場 - 面積は7,600 m2で、230台が駐車可能[50]。身体障害者向けスペースがあり、障害者手帳提示で駐車料金が無料となる[14]。
  - 夏季には、駐車場は朝5時30分に開門されるが、夏季や秋のサバが釣れるシーズンには開門時間より早い時間帯から大行列ができることもある[34]。
- 緑地（ベンチ付き広場）[14] - 「海づり広場」とも。面積は1,000 m2[50]。

### 釣り場

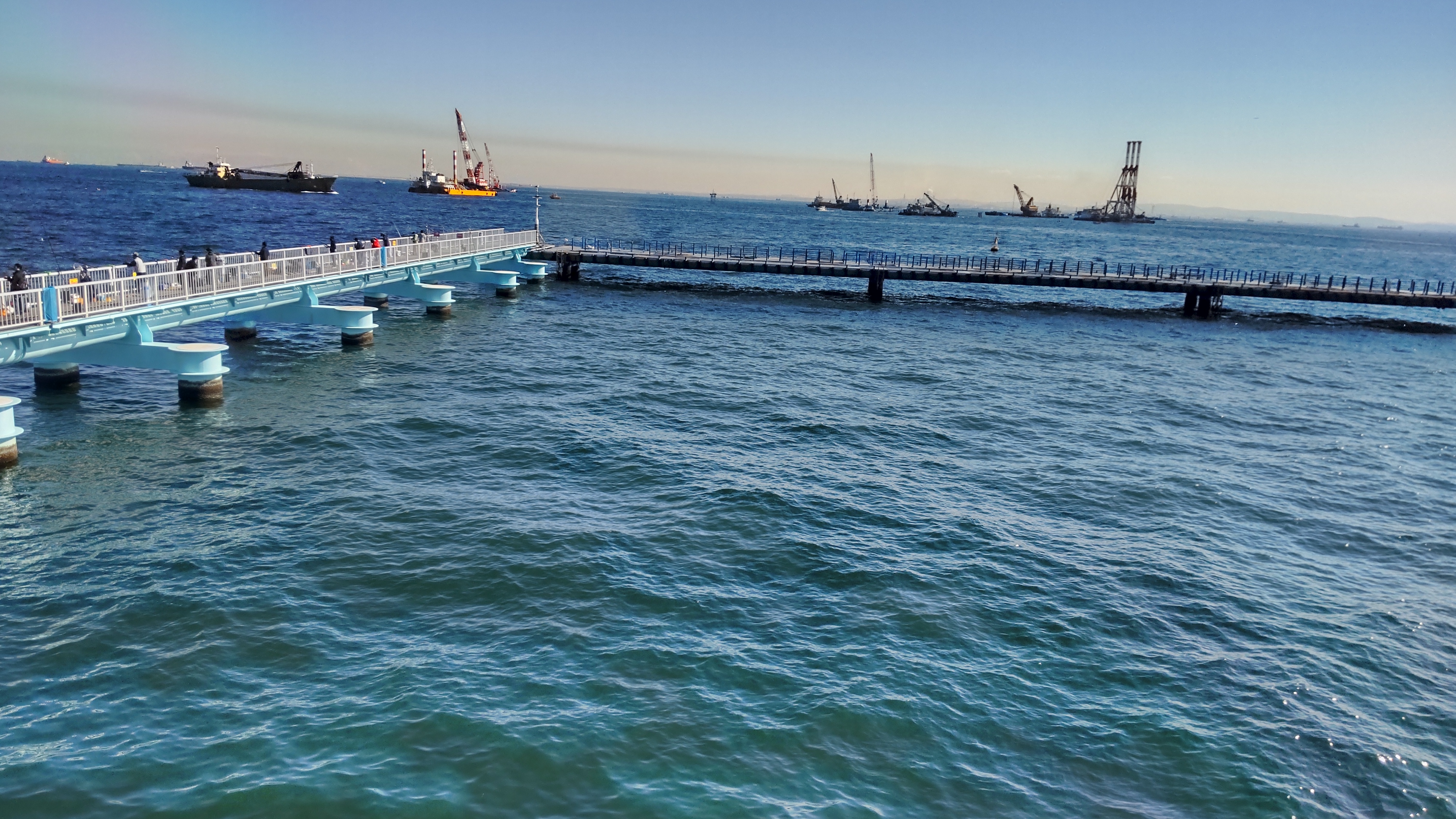
閉鎖中だった「沖桟橋」と、2021年10月に利用を再開した「渡り桟橋」（2021年11月）

釣り場は施設の南北に広がる「丸カン」とも呼ばれる護岸（全長約600 m）と、護岸の中間地点（管理棟付近）から東の沖に向かって伸びる「渡り桟橋」（約100 m）、そして渡り桟橋の終端から南に伸びる「沖桟橋」（長さ約300 m）からなる。釣り場の総延長は1,400 m、総収容人数は700人。大潮時の潮位差は約1.8 mで、潮流は約0.1 - 0.3ノットと速い。海底は平坦な砂地となっている。
- 護岸つり場 - 長さ600 m、幅5 - 7 m[50]。新旧の護岸付近の海底は足元付近が捨て石、沖は砂地になっている[15]。
  - 新護岸つり場 - 長さ300 m。足場はコンクリートで、車椅子スロープ付き[14]。新本牧ふ頭埋立工事のため、2021年10月以降は奥寄り（北側）約130 mが閉鎖されている[51]。
  - 旧護岸つり場 - 長さ300 m。足場はコンクリート・転落防止用の手すり付き[14]。
- 渡り桟橋[14] - 長さ100 m、幅3 m[50]。護岸つり場と沖桟橋を連絡する桟橋だが、ここでも釣りが可能[14]。
- 沖桟橋[14] - 長さ300 m、幅10 m[50]。水深15 - 18 m[14]。桟橋は足元が網目状になっている[13]。築堤タイプではなく、足元が抜けているため内側・外側のどちらでも釣りができる[15]。

桟橋の真下をイワシなどの回遊魚が回遊するため、初心者でも釣りが楽しめる。釣れる魚種はサバ、カタクチイワシ、アジ、カサゴ、コノシロ、イシモチ、アイナメ、マコガレイ、サッパ、カワハギ、メバル、クロダイ、マゴチ、イナダなど多岐にわたる。80 cm台のスズキ、50 cm近くのクロダイ、1 mのタチウオといった大物が釣れた実績もある。
3本以上の釣り糸を垂らす行為や、場内での飲酒・火気使用・指定場所以外での喫煙・施設内での餌取り行為（カラス貝の採取など）などは禁止されている。
投げ釣り・投げサビキ釣り・ルアー類を使用した釣り（エギング含む）・テンヤ釣りなどは終日にわたって可能なエリアが制限されているほか、入場者が500人を超えた場合は「釣り方制限」として「投げ釣り」「（浮きを使用しない）足元のサビキ釣り・カゴ釣り」「落とし込み・泳がせ釣りを含むヘチ釣り」以外の釣り（ルアー釣り・投げサビキ釣りなど）が全釣り場で終日禁止される。

## 料金
施設利用には釣り券・入場券が必要で、施設内で釣りを行うためには釣り券が必要となる（入場券だけでは不可）。回数券も販売されている。

## アクセス
公共交通機関利用の場合
- 横浜駅東口・桜木町駅から横浜市営バス26系統「海づり桟橋行き」「横浜港シンボルタワー行き」に乗車、「海づり桟橋」バス停で下車[13]。所要時間は横浜駅から約40分・桜木町駅から約30分[13]。

自家用車利用の場合
- 首都高速湾岸線・本牧ふ頭出入口を降りて左折、本牧ふ頭D突堤方面へ（約5分）[13]
- 首都高速狩場線・新山下出入口を降りて直進、本牧ふ頭D突堤方面へ（約8分）[13]